# Euro Beach Soccer League 2016
L'Euro Beach Soccer League 2016 è la 19ª edizione di questo torneo.
A questa edizione prendono parte 26 nazionali, di cui 12 in lotta per il titolo nella divisione A che sono le stesse della precedente edizione più la Romania neo promossa. Saranno invece 14 squadre a lottare per la promozione dalla divisione B, tra cui l’Ungheria che è retrocessa l’anno precedente.
La stagione è suddivisa in 3 stage, le squadre di divisione A parteciperanno a due di questo mentre quelle di B ad uno solo. I punti accumulati negli stage serviranno a stilare la classifica per stabilire gli accessi alle finali.
L’Azerbaigian verrà promosso in divisione A dopo aver battuto nella finale promozione l’Ungheria, mentre dopo una sola stagione retrocederà la Romania.
Sarà invece l’Ucraina a vincere il titolo, battendo il Portogallo nella ripetizione della finale della scorsa edizione.

## Calendario
| Data         | Paese               | Città    | Stage                      |
| ------------ | ------------------- | -------- | -------------------------- |
| 1–3 luglio   | Russia (bandiera)   | Mosca    | Stage 1                    |
| 8–10 luglio  | Spagna (bandiera)   | Sanxenxo | Stage 2                    |
| 12–14 agosto | Ungheria (bandiera) | Siófok   | Stage 3                    |
| 25–28 agosto | Italia (bandiera)   | Catania  | Finale e Finale promozione |

## Squadre partecipanti

### Divisione A
- Portogallo
- Russia
- Italia
- Svizzera
- Spagna
- Ucraina

- Bielorussia
- Francia
- Germania
- Polonia
- Grecia
- Romania

### Divisione B
- Ungheria
- Inghilterra
- Azerbaigian
- Rep. Ceca
- Turchia
- Estonia
- Paesi Bassi

- Norvegia
- Moldavia
- Bulgaria
- Andorra
- Kazakistan
- Danimarca
- Serbia

## Stage 1

### Divisione A

#### Gruppo 1
| Pos | Team     | G | V | V+ | VR | P | GF | GS | +/- | P |
| --- | -------- | - | - | -- | -- | - | -- | -- | --- | - |
| 1   | Russia   | 3 | 2 | 0  | 1  | 0 | 14 | 9  | +5  | 7 |
| 2   | Svizzera | 3 | 2 | 0  | 0  | 1 | 25 | 14 | +11 | 6 |
| 3   | Polonia  | 3 | 1 | 0  | 0  | 2 | 13 | 14 | −1  | 3 |
| 4   | Francia  | 3 | 0 | 0  | 0  | 3 | 6  | 21 | −15 | 0 |

| Squadra 1 | Risultato     | Squadra 2 |
| --------- | ------------- | --------- |
| Svizzera  | 10-4          | Francia   |
| Russia    | 4-2           | Polonia   |
| Svizzera  | 8-3           | Polonia   |
| Russia    | 3-0           | Francia   |
| Polonia   | 8-2           | Francia   |
| Russia    | 7-7 (4-3 dcr) | Svizzera  |

#### Gruppo 2
| Pos | Team        | G | V | V+ | VR | P | GF | GS | +/- | P |
| --- | ----------- | - | - | -- | -- | - | -- | -- | --- | - |
| 1   | Spagna      | 3 | 3 | 0  | 0  | 0 | 13 | 6  | +7  | 9 |
| 2   | Italia      | 3 | 2 | 0  | 0  | 1 | 13 | 9  | +4  | 6 |
| 3   | Bielorussia | 3 | 1 | 0  | 0  | 2 | 10 | 7  | +3  | 3 |
| 4   | Grecia      | 3 | 0 | 0  | 0  | 3 | 6  | 20 | −14 | 0 |

| Squadra 1   | Risultato | Squadra 2   |
| ----------- | --------- | ----------- |
| Italia      | 4-3       | Bielorussia |
| Spagna      | 7-3       | Grecia      |
| Italia      | 7-2       | Grecia      |
| Spagna      | 2-1       | Bielorussia |
| Bielorussia | 6-1       | Grecia      |
| Spagna      | 4-2       | Italia      |

### Divisione B
| Pos | Team       | G | V | V+ | VR | P | GF | GS | +/- | P |
| --- | ---------- | - | - | -- | -- | - | -- | -- | --- | - |
| 1   | Moldavia   | 3 | 2 | 1  | 0  | 0 | 14 | 11 | +3  | 8 |
| 2   | Estonia    | 3 | 2 | 0  | 0  | 1 | 16 | 7  | +9  | 6 |
| 3   | Serbia     | 3 | 1 | 0  | 0  | 2 | 12 | 17 | −5  | 3 |
| 4   | Kazakistan | 3 | 0 | 0  | 0  | 3 | 10 | 17 | −7  | 0 |

| Squadra 1 | Risultato | Squadra 2  |
| --------- | --------- | ---------- |
| Moldavia  | 4-3       | Kazakistan |
| Estonia   | 6-1       | Serbia     |
| Moldavia  | 6-5       | Serbia     |
| Estonia   | 7-2       | Kazakistan |
| Serbia    | 6-5       | Kazakistan |
| Moldavia  | 4-3 dts   | Estonia    |

## Stage 2

### Divisione A

#### Gruppo 1
| Pos | Team    | G | V | V+ | VR | P | GF | GS | +/- | P |
| --- | ------- | - | - | -- | -- | - | -- | -- | --- | - |
| 1   | Spagna  | 3 | 3 | 0  | 0  | 0 | 20 | 6  | +14 | 9 |
| 2   | Ucraina | 3 | 2 | 0  | 0  | 1 | 13 | 8  | +5  | 6 |
| 3   | Francia | 3 | 1 | 0  | 0  | 2 | 8  | 19 | −11 | 3 |
| 4   | Romania | 3 | 0 | 0  | 0  | 3 | 10 | 18 | −8  | 0 |

| Squadra 1 | Risultato | Squadra 2 |
| --------- | --------- | --------- |
| Ucraina   | 5-1       | Francia   |
| Spagna    | 7-2       | Romania   |
| Ucraina   | 7-5       | Romania   |
| Spagna    | 11-3      | Francia   |
| Francia   | 4-3       | Romania   |
| Spagna    | 2-1       | Ucraina   |

#### Gruppo 2
| Pos | Team       | G | V | V+ | VR | P | GF | GS | +/- | P |
| --- | ---------- | - | - | -- | -- | - | -- | -- | --- | - |
| 1   | Svizzera   | 3 | 3 | 0  | 0  | 0 | 18 | 9  | +9  | 9 |
| 2   | Portogallo | 3 | 2 | 0  | 0  | 1 | 16 | 6  | +10 | 6 |
| 3   | Germania   | 3 | 1 | 0  | 0  | 2 | 8  | 20 | −12 | 3 |
| 4   | Grecia     | 3 | 0 | 0  | 0  | 3 | 8  | 15 | −7  | 0 |

| Squadra 1  | Risultato | Squadra 2  |
| ---------- | --------- | ---------- |
| Svizzera   | 10-4      | Germania   |
| Portogallo | 6-3       | Grecia     |
| Svizzera   | 6-4       | Grecia     |
| Portogallo | 9-1       | Germania   |
| Germania   | 3-1       | Grecia     |
| Svizzera   | 2-1       | Portogallo |

### Divisione B

#### Gruppo 1
| Pos | Team        | G | V | V+ | VR | P | GF | GS | +/- | P |
| --- | ----------- | - | - | -- | -- | - | -- | -- | --- | - |
| 1   | Rep. Ceca   | 2 | 2 | 0  | 0  | 0 | 8  | 6  | +2  | 6 |
| 2   | Norvegia    | 2 | 1 | 0  | 0  | 1 | 8  | 8  | 0   | 3 |
| 3   | Paesi Bassi | 2 | 0 | 0  | 0  | 2 | 5  | 7  | −2  | 0 |

| Squadra 1 | Risultato | Squadra 2   |
| --------- | --------- | ----------- |
| Rep. Ceca | 3-2       | Paesi Bassi |
| Norvegia  | 4-3       | Paesi Bassi |
| Rep. Ceca | 5-4       | Norvegia    |

#### Gruppo 2
| Pos | Team        | G | V | V+ | VR | P | GF | GS | +/- | P |
| --- | ----------- | - | - | -- | -- | - | -- | -- | --- | - |
| 1   | Inghilterra | 2 | 1 | 0  | 1  | 0 | 6  | 2  | +4  | 4 |
| 2   | Turchia     | 2 | 1 | 0  | 0  | 1 | 6  | 3  | +3  | 3 |
| 3   | Andorra     | 2 | 0 | 0  | 0  | 2 | 3  | 10 | −7  | 0 |

| Squadra 1   | Risultato     | Squadra 2 |
| ----------- | ------------- | --------- |
| Inghilterra | 5-1           | Andorra   |
| Turchia     | 5-2           | Andorra   |
| Inghilterra | 1-1 (3-1 dcr) | Turchia   |

## Stage 3

### Divisione A

#### Gruppo 1
| Pos | Team        | G | V | V+ | VR | P | GF | GS | +/- | P |
| --- | ----------- | - | - | -- | -- | - | -- | -- | --- | - |
| 1   | Bielorussia | 3 | 3 | 0  | 0  | 0 | 14 | 6  | +8  | 9 |
| 2   | Russia      | 3 | 2 | 0  | 0  | 1 | 11 | 7  | +4  | 6 |
| 3   | Portogallo  | 3 | 1 | 0  | 0  | 2 | 12 | 8  | +4  | 3 |
| 4   | Romania     | 3 | 0 | 0  | 0  | 3 | 6  | 22 | −16 | 0 |

| Squadra 1   | Risultato | Squadra 2  |
| ----------- | --------- | ---------- |
| Bielorussia | 2-0       | Russia     |
| Portogallo  | 7-0       | Romania    |
| Russia      | 7-2       | Romania    |
| Bielorussia | 4-2       | Portogallo |
| Bielorussia | 8-4       | Romania    |
| Russia      | 4-3       | Portogallo |

#### Gruppo 2
| Pos | Team     | G | V | V+ | VR | P | GF | GS | +/- | P |
| --- | -------- | - | - | -- | -- | - | -- | -- | --- | - |
| 1   | Italia   | 3 | 2 | 0  | 0  | 1 | 13 | 8  | +5  | 6 |
| 2   | Ucraina  | 3 | 1 | 0  | 1  | 1 | 9  | 4  | +5  | 4 |
| 3   | Germania | 3 | 1 | 0  | 0  | 2 | 7  | 12 | −5  | 3 |
| 4   | Polonia  | 3 | 0 | 0  | 1  | 2 | 11 | 16 | −5  | 1 |

| Squadra 1 | Risultato     | Squadra 2 |
| --------- | ------------- | --------- |
| Italia    | 5-1           | Germania  |
| Polonia   | 3-3 (2-0 dcr) | Ucraina   |
| Italia    | 7-6           | Polonia   |
| Ucraina   | 5-0           | Germania  |
| Germania  | 6-2           | Polonia   |
| Ucraina   | 1-1 (3-1 dcr) | Italia    |

### Divisione B
| Pos | Team        | G | V | V+ | VR | P | GF | GS | +/- | P |
| --- | ----------- | - | - | -- | -- | - | -- | -- | --- | - |
| 1   | Azerbaigian | 3 | 3 | 0  | 0  | 0 | 13 | 4  | +9  | 9 |
| 2   | Ungheria    | 3 | 2 | 0  | 0  | 1 | 16 | 11 | +5  | 6 |
| 3   | Bulgaria    | 3 | 1 | 0  | 0  | 2 | 10 | 18 | –8  | 3 |
| 4   | Danimarca   | 3 | 0 | 0  | 0  | 3 | 11 | 17 | −6  | 0 |

| Squadra 1   | Risultato | Squadra 2 |
| ----------- | --------- | --------- |
| Azerbaigian | 7-2       | Bulgaria  |
| Ungheria    | 9-5       | Danimarca |
| Azerbaigian | 3-2       | Danimarca |
| Ungheria    | 7-3       | Bulgaria  |
| Bulgaria    | 5-4       | Danimarca |
| Azerbaigian | 3-0       | Ungheria  |

## Classifica generale
Criteri per la classifica: Divisione A – 1. Punti 2. Differenza goal 3. Goal segnati | Divisione B – 1. Meda punti 2. Miglior piazzamento nel gruppo 3. Differenza goal 4. Goal segnati.

### Division A
| Pos | Team        | G | V | V+ | VR | P | GF | GS | +/- | P  |
| --- | ----------- | - | - | -- | -- | - | -- | -- | --- | -- |
| 1   | Spagna      | 6 | 6 | 0  | 0  | 0 | 33 | 12 | +21 | 18 |
| 2   | Svizzera    | 6 | 5 | 0  | 0  | 1 | 43 | 23 | +20 | 15 |
| 3   | Russia      | 6 | 4 | 0  | 1  | 1 | 25 | 16 | +9  | 13 |
| 4   | Bielorussia | 6 | 4 | 0  | 0  | 2 | 24 | 13 | +11 | 12 |
| 5   | Italia      | 6 | 4 | 0  | 0  | 2 | 26 | 17 | +9  | 12 |
| 6   | Ucraina     | 6 | 3 | 0  | 1  | 2 | 22 | 12 | +10 | 10 |
| 7   | Portogallo  | 6 | 3 | 0  | 0  | 3 | 28 | 14 | +14 | 9  |
| 8   | Germania    | 6 | 2 | 0  | 0  | 4 | 15 | 32 | −17 | 6  |
| 9   | Polonia     | 6 | 1 | 0  | 1  | 4 | 24 | 30 | −6  | 4  |
| 10  | Francia     | 6 | 1 | 0  | 0  | 5 | 14 | 40 | −26 | 3  |
| 11  | Grecia      | 6 | 0 | 0  | 0  | 6 | 14 | 35 | −21 | 0  |
| 12  | Romania     | 6 | 0 | 0  | 0  | 6 | 16 | 40 | −24 | 0  |

### Division B
| Pos | Team        | G | V | V+ | VR | P | GF | GS | DG | Pnt | Ave. Pts |
| --- | ----------- | - | - | -- | -- | - | -- | -- | -- | --- | -------- |
| 1   | Azerbaigian | 3 | 3 | 0  | 0  | 0 | 13 | 4  | +9 | 9   | 3.0      |
| 2   | Rep. Ceca   | 2 | 2 | 0  | 0  | 0 | 8  | 6  | +2 | 6   | 3.0      |
| 3   | Moldavia    | 3 | 2 | 1  | 0  | 0 | 14 | 11 | +3 | 8   | 2.7      |
| 4   | Inghilterra | 2 | 1 | 0  | 1  | 0 | 6  | 2  | +4 | 4   | 2.0      |
| 5   | Estonia     | 3 | 2 | 0  | 0  | 1 | 16 | 7  | +9 | 6   | 2.0      |
| 6   | Ungheria    | 3 | 2 | 0  | 0  | 1 | 16 | 11 | +5 | 6   | 2.0      |
| 7   | Turchia     | 2 | 1 | 0  | 0  | 1 | 6  | 3  | +3 | 3   | 1.5      |
| 8   | Norvegia    | 2 | 1 | 0  | 0  | 1 | 8  | 8  | 0  | 3   | 1.5      |
| 9   | Serbia      | 3 | 1 | 0  | 0  | 2 | 12 | 17 | −5 | 3   | 1.0      |
| 10  | Bulgaria    | 3 | 1 | 0  | 0  | 2 | 10 | 18 | −8 | 3   | 1.0      |
| 11  | Paesi Bassi | 2 | 0 | 0  | 0  | 2 | 5  | 7  | −2 | 0   | 0.0      |
| 12  | Danimarca   | 3 | 0 | 0  | 0  | 3 | 11 | 17 | −6 | 0   | 0.0      |
| 13  | Kazakistan  | 3 | 0 | 0  | 0  | 3 | 10 | 17 | −7 | 0   | 0.0      |
| 14  | Andorra     | 2 | 0 | 0  | 0  | 2 | 3  | 10 | −7 | 0   | 0.0      |

## Finali promozione

### Squadre qualificate
- Moldavia
- Rep. Ceca
- Inghilterra
- Azerbaigian
- Ungheria
- Estonia
- Turchia
- Romania (Ultima della divisione A)

#### Gruppo 1
| Pos | Team     | G | V | V+ | VR | P | GF | GS | +/- | P |
| --- | -------- | - | - | -- | -- | - | -- | -- | --- | - |
| 1   | Ungheria | 3 | 3 | 0  | 0  | 0 | 19 | 11 | +8  | 9 |
| 2   | Estonia  | 3 | 1 | 0  | 1  | 1 | 10 | 10 | 0   | 4 |
| 3   | Romania  | 3 | 1 | 0  | 0  | 2 | 16 | 15 | +1  | 3 |
| 4   | Moldavia | 3 | 0 | 0  | 0  | 3 | 9  | 18 | –9  | 0 |

| Squadra 1 | Risultato     | Squadra 2 |
| --------- | ------------- | --------- |
| Estonia   | 4-2           | Moldavia  |
| Ungheria  | 9-4           | Romania   |
| Ungheria  | 5-4           | Moldavia  |
| Estonia   | 3-3 (3-2 dcr) | Romania   |
| Ungheria  | 5-3           | Estonia   |
| Romania   | 9-3           | Moldavia  |

#### Gruppo 2
| Pos | Team        | G | V | V+ | VR | P | GF | GS | +/- | P |
| --- | ----------- | - | - | -- | -- | - | -- | -- | --- | - |
| 1   | Azerbaigian | 3 | 3 | 0  | 0  | 0 | 12 | 4  | +8  | 9 |
| 2   | Inghilterra | 3 | 1 | 0  | 0  | 2 | 10 | 7  | +3  | 3 |
| 3   | Turchia     | 3 | 1 | 0  | 0  | 2 | 10 | 12 | –2  | 3 |
| 4   | Rep. Ceca   | 3 | 1 | 0  | 0  | 2 | 6  | 15 | –9  | 3 |

| Squadra 1   | Risultato | Squadra 2   |
| ----------- | --------- | ----------- |
| Inghilterra | 7-1       | Rep. Ceca   |
| Azerbaigian | 5-3       | Turchia     |
| Rep. Ceca   | 4-3       | Turchia     |
| Azerbaigian | 2-0       | Inghilterra |
| Turchia     | 4-3       | Inghilterra |
| Azerbaigian | 5-1       | Rep. Ceca   |

#### Finale 7º posto
| Squadra 1 | Risultato | Squadra 2 |
| --------- | --------- | --------- |
| Rep. Ceca | 3-2       | Moldavia  |

#### Finale 5º posto
| Squadra 1 | Risultato | Squadra 2 |
| --------- | --------- | --------- |
| Turchia   | 8-4       | Romania   |

#### Finale 3º posto
| Squadra 1   | Risultato | Squadra 2 |
| ----------- | --------- | --------- |
| Inghilterra | 4-2       | Estonia   |

#### Finale promozione
| Squadra 1   | Risultato     | Squadra 2 |
| ----------- | ------------- | --------- |
| Azerbaigian | 5-5 (4-3 dcr) | Ungheria  |

### Classifica finale
| Pos | Team        | Qualification                |
| --- | ----------- | ---------------------------- |
| 1   | Azerbaigian | Promossa in Divisione A      |
| 2   | Ungheria    | Rimane in Divisione B        |
| 3   | Inghilterra | Rimane in Divisione B        |
| 4   | Estonia     | Rimane in Divisione B        |
| 5   | Turchia     | Rimane in Divisione B        |
| 6   | Romania     | Retrocessa dalla Divisione A |
| 7   | Rep. Ceca   | Rimane in Divisione B        |
| 8   | Moldavia    | Rimane in Divisione B        |

## Finale

### Squadre qualificate
- Spagna
- Svizzera
- Russia
- Bielorussia
- Italia
- Ucraina
- Portogallo
- Germania

#### Gruppo 1
| Pos | Team        | G | V | V+ | VR | P | GF | GS | +/- | P |
| --- | ----------- | - | - | -- | -- | - | -- | -- | --- | - |
| 1   | Ucraina     | 3 | 3 | 0  | 0  | 0 | 16 | 10 | +6  | 9 |
| 2   | Spagna      | 3 | 1 | 1  | 0  | 1 | 14 | 11 | +3  | 5 |
| 3   | Bielorussia | 3 | 1 | 0  | 0  | 2 | 13 | 10 | +3  | 3 |
| 4   | Germania    | 3 | 0 | 0  | 0  | 3 | 5  | 17 | –12 | 0 |

| Squadra 1   | Risultato | Squadra 2   |
| ----------- | --------- | ----------- |
| Ucraina     | 5-4       | Bielorussia |
| Spagna      | 6-2       | Germania    |
| Bielorussia | 7-2       | Germania    |
| Ucraina     | 7-5       | Spagna      |
| Ucraina     | 4-1       | Germania    |
| Spagna      | 4-2 dts   | Bielorussia |

#### Gruppo 2
| Pos | Team       | G | V | V+ | VR | P | GF | GS | +/- | P |
| --- | ---------- | - | - | -- | -- | - | -- | -- | --- | - |
| 1   | Portogallo | 3 | 2 | 0  | 0  | 1 | 13 | 12 | +1  | 6 |
| 2   | Russia     | 3 | 1 | 1  | 0  | 1 | 11 | 8  | +3  | 5 |
| 3   | Italia     | 3 | 1 | 0  | 0  | 2 | 14 | 15 | –1  | 3 |
| 4   | Svizzera   | 3 | 0 | 0  | 1  | 2 | 13 | 16 | –3  | 1 |

| Squadra 1  | Risultato     | Squadra 2  |
| ---------- | ------------- | ---------- |
| Portogallo | 6-5           | Svizzera   |
| Russia     | 5-3           | Italia     |
| Russia     | 3-2 dts       | Portogallo |
| Italia     | 7-5           | Svizzera   |
| Svizzera   | 3-3 (3-2 dcr) | Russia     |
| Portogallo | 5-4           | Italia     |

#### Finale 7º posto
| Squadra 1 | Risultato | Squadra 2 |
| --------- | --------- | --------- |
| Svizzera  | 8-2       | Germania  |

#### Finale 5º posto
| Squadra 1   | Risultato | Squadra 2 |
| ----------- | --------- | --------- |
| Bielorussia | 5-2       | Italia    |

#### Finale 3º posto
| Squadra 1 | Risultato | Squadra 2 |
| --------- | --------- | --------- |
| Russia    | 8-7       | Spagna    |

#### Finale 1º posto
| Squadra 1 | Risultato | Squadra 2  |
| --------- | --------- | ---------- |
| Ucraina   | 2-1       | Portogallo |

## Classifica Finale
| Pos | Team        |
| --- | ----------- |
| 1   | Ucraina     |
| 2   | Portogallo  |
| 3   | Russia      |
| 4   | Spagna      |
| 5   | Bielorussia |
| 6   | Italia      |
| 7   | Svizzera    |
| 8   | Germania    |